# Descente (Rork)
Pour les articles homonymes, voir Descente.
Descente est le sixième album de la série de bande dessinée Rork, écrite et dessinée par Andreas. Cet album a été publié en  1992 aux Éditions du Lombard.

## Résumé
Ayant appris dans l'épisode précédent la chute d'une météorite dans l'Antarctique, Rork se rend sur le site de l'impact. Cet album raconte la descente de Rork dans les profondeurs d'un étrange vaisseau, et son parcours intérieur dans la quête de ses origines.

## Histoire éditoriale
- Publication en album, Le Lombard, 1992,  (ISBN 2-8036-1007-8)
- Inclus dans L'intégrale Rork – Tome 2, Le Lombard, 2013, 240 pages,  (ISBN 9782803632053)